# Nieuw-Haamstede
Nieuw-Haamstede is een buurtschap in de gemeente Schouwen-Duiveland, in de Nederlandse provincie Zeeland. De buurtschap is gelegen ten noordwesten van het moederdorp Haamstede. Tot 1961 viel de buurtschap onder de gemeente Haamstede. Van 1961 tot 1997 viel deze onder de gemeente Westerschouwen. 
Bij Nieuw-Haamstede staat de vuurtoren bekend als Wester-Schouwen of Westerlichttoren uit 1837. Ook bevindt zich er het zweefvliegveld Haamstede. De buurtschap bestaat voornamelijk uit vakantiehuisjes en vrijstaande villa's.
Steden: Brouwershaven · Zierikzee

Dorpen: Bruinisse · Burgh · Dreischor · Ellemeet · Haamstede · Kerkwerve · Nieuwerkerk · Noordgouwe · Noordwelle · Oosterland · Ouwerkerk · Renesse · Scharendijke · Serooskerke · Sirjansland · Zonnemaire

Buurtschappen: Beldert · Brijdorpe · Burghsluis · Capelle · Den Osse · Elkerzee · Looperskapelle · Moriaanshoofd · Nieuw-Haamstede · Nieuwerkerke · Schuddebeurs · Westenschouwen · Zijpe

Voormalige gemeentes/plaatsen: Bloois · Bommenede · Duivendijke · Klaaskinderkerke · Rengerskerke en Zuidland · Viane

Zeeland: Steden en dorpen in Zeeland      Nederland: Provincies · Gemeenten